# Intelsat I
Intelsat I foi o primeiro satélite comercial de comunicações colocado em órbita geossíncrona da Terra, em 6 de abril de 1965.
Construído pela Hughes Aircraft e ativado em 28 de junho, ele foi baseado num satélite anterior que a Hughes tinha construído para a NASA, como demonstração de que as comunicações através de um satélite em órbita sincronizada eram possíveis.
Apelidado de 'Early Bird' e originalmente construído para operar por dezoito meses, esteve em serviço por quatro anos, até ser desativado em janeiro de 1969, sendo novamente ativado por um breve período em junho daquele ano, para servir ao voo da Apollo 11, quando outro Intelsat postado sobre o Oceano Atlântico apresentou falhas. Foi novamente desativado em agosto do mesmo ano e tem estado em órbita inativo desde então, com um breve período de funcionamento em 1990, para comemorar os 25 anos de seu lançamento.
O Intelsat I foi o primeiro a estabelecer contato direto e quase instantâneo entre a América do Norte e a Europa, fornecendo transmissões por televisão, telefone e fax. Ele era pequeno, medindo 76x61 cm e pesava apenas 34,5 kg. Sua face externa era coberta com seis mil células solares de silício, que absorviam os raios do Sol fornecendo energia ao satélite e seu sofisticado sistema de transmissão e recebimento de dados.